# Конституционный референдум в Кыргызстане (1994)
Конституционный референдум в Кыргызстане прошёл 22 октября 1994 года. На голосование были поставлены два вопроса: «Одобряете ли вы с помощью референдумов принимать решение о внесении изменений в Конституцию, законы и другие важные вопросы политической жизни?» и «Одобряете ли вы введение двухпалатного парламента?». Первый вопрос был поддержан 88,9 % избирателей (85,23 % от всех бюллетеней), второй — 88,1 % (84,43 % от всех бюллетеней).

## Результаты

### Первый вопрос
«Одобряете ли вы с помощью референдумов принимать решение о внесении изменений в Конституцию, законы и другие важные вопросы политической жизни?»
| Выборы                                                       | Голоса    | %        |
| ------------------------------------------------------------ | --------- | -------- |
| За                                                           | 1 636 372 | 85,23 %  |
| Против                                                       | 201 594   | 10,50 %  |
| Испорченые бюллетени                                         | 81 967    | 4,27 %   |
| Всего голосов                                                | 1 919 921 | 100,00 % |
| Всего избирателей/явка                                       | 2 231 339 | 86,04 %  |
| Источник: Elections in Asia: A data handbook, Volume I, p444 |           |          |

### Второй вопрос
«Одобряете ли вы введение двухпалатного парламента?»
| Выборы                                                       | Голоса    | %        |
| ------------------------------------------------------------ | --------- | -------- |
| За                                                           | 1 620 231 | 84,43 %  |
| Против                                                       | 218 692   | 11,40 %  |
| Испорченые бюллетени                                         | 80 087    | 4,17 %   |
| Всего голосов                                                | 1 919 010 | 100,00 % |
| Всего избирателей/явка                                       | 2 231 339 | 86,00 %  |
| Источник: Elections in Asia: A data handbook, Volume I, p444 |           |          |